# مقاطعة مقامة
مقامة هي إحدى مقاطعات ولاية كوركول في موريتانيا.

## قائمة البلديات في المقاطعة
تتكون المقاطعة من البلديات التالية:
- بيلكت ليتامة
- دولول سيفي
- داوو
- مقامة (موريتانيا)
- صانيي
- تولل
- فرع ليتام
- والي جاتانغ

## السكان
في عام 2000، بلغ مجموع سكان مقاطعة مقامة 45501 نسمة (21999 رجلاً و 23502 امرأة).
| المقاطعة | المساحة كم2 | السكان | السكان | السكان |
| المقاطعة | المساحة كم2 | 1988   | 2000   | 2013   |
| -------- | ----------- | ------ | ------ | ------ |
| مقامة    | 2350        | 31 520 | 45 501 | 68 464 |